# 코스믹 워즈
《코스믹 워즈》(일본어: コズミックウォーズ, Cosmic Wars)는 1999년 코나미에서 발매한 턴제 전략 시뮬레이션 비디오 게임으로, 그라디우스 시리즈를 배경으로 한다. 또한 코스믹 워즈는 일본에서만 출시되었다.
그리고 코스믹 워즈에 등장하는 요소들은 그라디우스 시리즈 세계관의 캐릭터들이 등장하며,(빅 바이퍼, 빅 코어 등) 우주에서 전투를 벌이는 시스템을 지니고 있다. 또한 플레이어는 그라디우스군과 박테리안 제국 중 한 진영에 가담해 군대를 편성하고, 적 세력과의 전투에서 유닛을 지휘해야 한다.